# 黒く濁る村
『黒く濁る村』（くろくにごるむら、原題：이끼（→苔））は、2010年公開の韓国映画。康祐碩（カン・ウソク）監督作品。原作は尹胎鎬（ユン・テホ）の同名ウェブ漫画。

## ストーリー
1978年頃、ベトナム戦争帰りのよそ者ユ・モッキョンは村の祈祷院で修行に励み、人望を得ていた。
約30年後、息子のヘグクは父モッキョンが死んだと知らせを受け、疎遠だった父の葬儀のために村にやって来る。ヘグクは刑事だったが、失職して離婚。村は元刑事の村長チョン・ヨンドクによって牛耳られており、村人たちは喪主のヘグクを歓迎しない。葬儀後にはソウルへ帰ることを促す村人たちの意に反して、父の死に疑問を持ったヘグクは村にとどまる。ヘグクは、亡父の部屋に残されたカセットテープを聞いて、村人ソンマンとソンギュの犯歴を知る。父の家からソンマンの家に通ずる地下の隠し通路を発見したヘグクは、ソンマンの部屋を調べている最中にソンマンに腹を刺される。負傷しながらも山へ逃げたヘグクを追い詰めたソンマンは、ヘグクの投石により崖から転落死。亡父の部屋にもどったヘグクは父の聖書を手に取り、「目には目を」 のページの欄外に「チョン・ヨンドク」と村長の名前が書き込まれていることを知る。
ソンマンの葬儀の場で、ヘグクは村人ジュンベに全てを話すと言われて呼び出される。騙されたヘグクは柱に縛り付けられ、殺されかけるが、村の雑貨店の女主人ヨンジに助けられる。ヘグクが逃げようとして使用したライターの火によりジュンベの家は火災になり、ジュンベは焼死。その後、村長の使い走りのドクチョンが村長に呼び出され、死体で発見される。ヘグクは村長の家に行き、父を殺したかと問い、村の指導者だった父の生前について聞かされる。
一方、ヘグクの頼みを聞いて捜査を始めた検事のパク・ミヌクは、過去に祈祷院で信者27人全員が殺され、院長が自殺したとされる事件があったことを知る。捜査を進めたミヌクは撤収命令を無視して村に乗り込み、村長の贈賄の証拠書類を確保。しかし、検挙される寸前で村長はピストル自殺する。
事件後、村を去ったヘグクは村を再訪する。山の上の今は亡き村長の豪壮な家からヘグクを遠く見下ろすヨンジの姿を見て、ヘグクは父の死を知らせた電話の声の主がヨンジだったことに気づく。ヘグクが改めてヨンジの姿を見ると、ヨンジの表情が変化する。

## 登場人物
チョン・ヨンドク
演 - チョン・ジェヨン
村長（里長）。元刑事。刑事時代、村人たちの指導者として信奉を得ていたユ・モッキョンの側で暗躍し、悪人を更生させるという名目で罪人たちを集めて村の権力を掌握。村の祈祷院で信者が殺され、院長が自殺した事件の際に現場にいた。瀕死の院長に誰の仕業かと尋ね、「ユ・モッキョン」という言葉を聞いたと話す。
ユ・ヘグク
演 - パク・ヘイル
ソウルで刑事をしていたが、失職して離婚。父モッキョンの死を知り、父のいた村へ葬儀のためにやって来る。父とは疎遠。
パク・ミヌク
演 - ユ・ジュンサン
検事。ヘグクの申告によってソウルから左遷させられた。ヘグクの頼みを聞いて捜査を始める。
イ・ヨンジ
演 - ユソン
村で雑貨店を経営。ユ・モッキュンを信奉している。夜には村の男たちの相手をさせられており、村長とも男女の仲。10代の頃、村人5人に強姦されて妊娠。産んだ子を川に投げ捨てられる。ユ・モッキョンの頼みにより、当時刑事だったヨンドク（村長）が部下と共に犯人（4人）をリンチし、その様子をヨンジに見せた。
ユ・モッキョン
演 - ホ・ジュノ
ヘグクの父。村の祈祷院で人望の厚い修行者、指導者だった。ベトナム戦争帰り。妻（ヘグクの母）とは別居しており、妻の死を知ったのは葬儀後だった。権力を持ち始めたヨンドクが手下たちと共に村人を抑圧し始めたことに我慢できず、ヨンドクを殺そうとしたことがある。所有していた土地・財産は村長の物になっている。
キム・ドクチョン
演 - ユ・ヘジン
村人。村長の使い走り。村長の言われるままに人を殺したとヘグクたちに話す。村長に呼び出された後に死体で発見される。
チョン・ソンマン
演 - キム・サンホ
村人。村に来る前に、金を持ち逃げした男を猟銃で銃殺。村では工具などを売る店を経営する。ヘグクの腹を刺し、逃げるヘグクを山へ追いつめるが、ヘグクの投石によって崖から落ちて死ぬ。
ハ・ソンギュ
演 - キム・ジュンベ
村人。村に来る前に島で居酒屋を経営。火事の際に売春婦8人を見殺しにした。騙して呼び出したヘグクを縛り上げ、殺そうとするが、必死のヘグクが起こした火事を見て駆け付けたヨンジに止められ、火事の家から持物を運び出そうとして焼死する。
チョン巡査
演 - イム・スンデ
村長の息子。父が検挙される寸前、証拠隠滅のため雑貨店に放火して焼死。

## スタッフ
- 監督：康祐碩（カン・ウソク）
- 原作：尹胎鎬（ユン・テホ）
- 脚本：チョン・ジウ
- 撮影：キム・ソンボク、キム・ヨンフン
- 照明：カン・デヒ
- 音楽：チョ・ヨンウク

## 作品の評価

### 興行成績
2010年度公開時、韓国での観客動員数は335万人を記録する。

### 受賞歴
- 第18回春史大賞映画祭：作品賞・監督賞・男優助演賞・撮影賞・照明賞・音楽賞・編集賞
- 第47回大鐘賞：監督賞・技術賞・音響技術賞・撮影賞

## DVD
- 『黒く濁る村』 JAN：4907953036895（2011年7月2日発売）

## 書籍
- 金鍾一 著、尹胎鎬 原作、李明姫 訳、相田冬二 日本語版ノベライズ 『黒く濁る村』 AC Books、2010年 ISBN 978-4-904249-26-0 [7]
  - （原作漫画の小説化本）